# 그레꼬로망 러브
"그레꼬로망 러브"는 2007년에 제작한 대한민국의  영화이다.

## 캐스팅
- 최원홍